# Correo aéreo

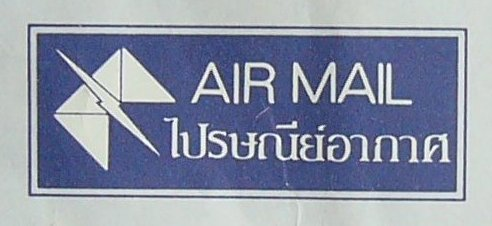
Impresión de correo aéreo en un sobre (Tailandia).

El correo aéreo es el correo transportado por una aeronave. Generalmente llega a destino más rápido que el correo terrestre, y suele ser más caro el envío. El correo aéreo puede ser la única opción para enviar correo a algunos destinos, tales como ultramar, si el correo no puede esperar el tiempo que demora por barco, que en ocasiones puede llegar a ser semanas.
En junio del 2006, el Servicio Postal de los Estados Unidos formalmente registró la marca Air Mail (en español Correo Aéreo) junto con Pony Express.

## Correo ordinario por avión
A veces, el servicio postal puede optar por transportar parte del correo ordinario por avión, tal vez porque no había otros transportes disponibles, pero es usualmente imposible saber esto tan sólo examinando el sobre, y estos casos no son considerados "correo aéreo". Generalmente, el correo aéreo toma un vuelo garantizado y programado, y llega antes, mientras que el correo ordinario por avión espera un vuelo no garantizado y apenas disponible, y llega más tarde.

## Nombres

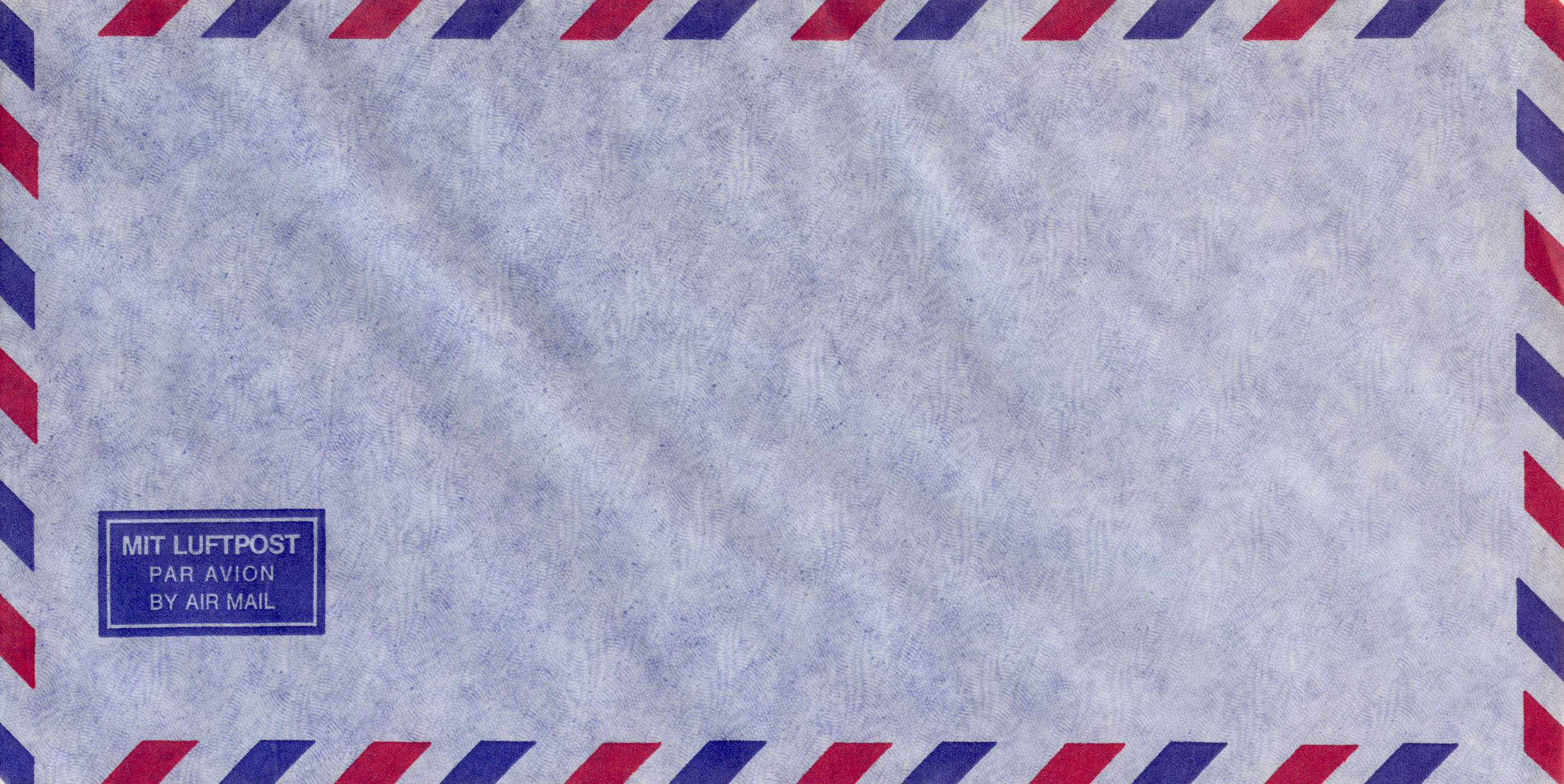
Sobre de envío por avión.

Una carta enviada vía correo aéreo puede ser llamada aerograma, carta aérea, o simplemente carta por correo aéreo. Sin embargo, el término aerograma también puede referirse a un tipo específico de correo aéreo que es su propio sobre (al igual que las postales).
La elección de enviar una carta por avión se indica por una nota manuscrita sobre el sobre, por el uso de unas etiquetas especiales llamadas etiquetas de correo aéreo, o bien por el uso de sobres especialmente marcados. También hay sellos postales especiales disponibles, y en ciertos casos son exigidos; las reglas varían en los distintos países.
El estudio del correo aéreo se conoce como aerofilatelia.

## Historia
A pesar de que las palomas mensajeras han sido usadas por largo tiempo para enviar mensajes, el primer correo en ser llevado por un vehículo aéreo fue el 7 de enero de 1785, en un vuelo en globo de Dover a Francia, cerca de Calais. Durante el primer vuelo en globo en Estados Unidos en 1793, de Filadelfia a Deptford, Nueva Jersey, Jean Pierre Blanchard llevó una carta personal de George Washington para ser entregada al dueño de la propiedad cualquiera sea en la que Blanchard aterrizara, convirtiendo al vuelo en la primera entrega de correo aéreo de los Estados Unidos. La primera entrega oficial de correo aéreo en los Estados Unidos se llevó a cabo el 17 de agosto de 1859, cuando John Wise piloteó un globo partiendo de Lafayette, Indiana con destino a Nueva York. Sin embargo, a causa de problemas meteorológicos se vio forzado a aterrizar en Crawfordsville, Indiana y el correo llegó a su destino final vía tren. En 1959 el Servicio Postal de los Estados Unidos emitió un sello postal de 7 centavos conmemorando el evento. También se llevó correo de París y Metz en globo durante la Guerra Franco-prusiana (1870), volando sobre las cabezas de los alemanes que asediaban aquellas ciudades. El correo por globo también se utilizó en un vuelo en 1877 en Nashville, Tennessee.
La introducción del aeroplano en 1903 generó interés inmediato en su utilización como transporte para el correo, y el primer vuelo oficial se llevó a cabo el 18 de febrero de 1911 en Prayagraj, India, cuando Henri Pequet trasladó 6500 cartas a una distancia de 13 kilómetros. El primer vuelo de correo aéreo en EE. UU. tomó lugar en Albany, Georgia. Aviones de la Armada de los Estados Unidos comenzaron a realizar vuelos de correo aéreo de forma regular entre Nueva York, Filadelfia y Washington D. C. en 1918. El lugar del primer servicio de correo aéreo programado continuamente está marcado con una placa en el Parque West Potomac en Washington D. C. El primer vuelo nocturno de correo aéreo fue realizado en 1921 desde Omaha, Nebraska, a Chicago, por el aviador James Knight. Muchos otros vuelos, tales como el del Vin Fiz Flyer, terminaron en desastres, pero muchos países tenían servicios funcionando para los años 1920.

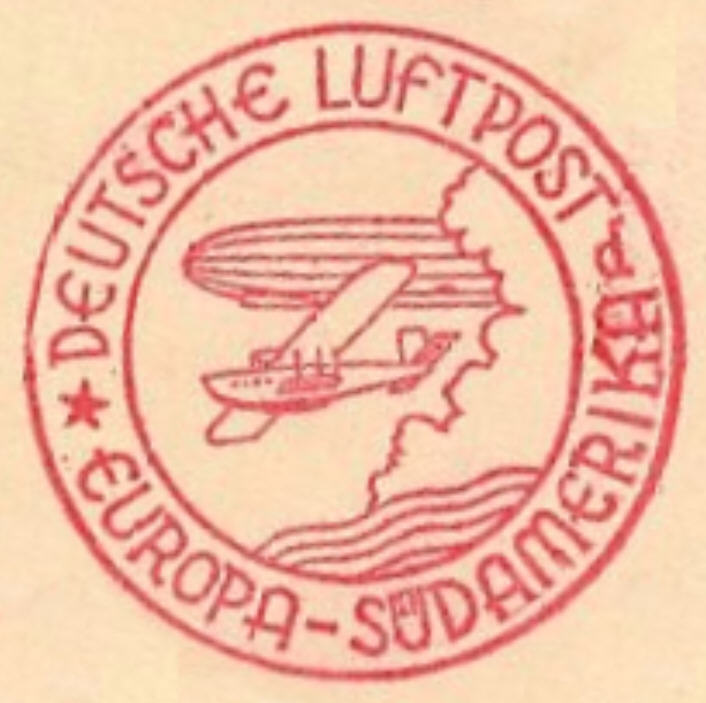
Sello alemán para el correo por zepelín.

Puesto que la filatelia era un hobby bastante desarrollado para esta época, los coleccionistas siguieron el desarrollo del servicio de correo aéreo detenidamente, y se tomaron el trabajo de averiguar los primeros vuelos entre varios destinos, y conseguir cartas entre ellos. Las autoridades usualmente usaban sellos especiales en los sobres, y en muchos casos el piloto también los firmaba.
Los dirigibles de los años 20 y 30 del siglo XX también llevaban correo aéreo. Los zeppelins alemanes eran especialmente visibles en este rol, y muchos países emitieron sellos postales especiales para su uso en correo por zepelín.
En los años 50, un entusiasmo general por los cohetes llevó a experimentar con el correo por cohete. Había un único uso del Missile Mail por los Estados Unidos en 1959. Ninguno de los varios proyectos se puso en marcha. Algunas naves espaciales también llevaron correo espacial, a veces en cantidades bastante grandes, todos por motivos promocionales. El estudio de estos es conocido como "astrofilatelia".
En los Estados Unidos, el correo aéreo nacional llevó una tasa muy alta, pero en 1975 el Servicio Postal eliminó las tarifas del correo aéreo nacional, decidiendo (coincidente con la suba de la tarifa del envío nacional de una onza en primera clase de 10 a 13 centavos) que todo el correo nacional de primera clase sería enviado por el método de transporte más rápido.